# Sikapat
Sikapat is een bestuurslaag in het regentschap Banyumas van de provincie Midden-Java, Indonesië. Sikapat telt 3495 inwoners (volkstelling 2010).